# Сердюк, Виктор Васильевич
Виктор Васильевич Сердюк (17 марта 1934, Харьков — 11 февраля 1994, Одесса) — советский физик, специалист в области физики полупроводников и диэлектриков, ректор Одесского государственного университета имени И. И. Мечникова (1975—1987).  

## Биография
В. В. Сердюк родился 17 марта 1934 года в Харькове в семье военнослужащего.
В 1956 году закончил физико-математический факультет Одесского государственного университета имени И. И. Мечникова. В 1959 - 1962 годах обучался в  аспирантуре при  кафедре экспериментальной физики ОГУ имени И. И. Мечникова. Диссертацию «О возможности управления фоточувствительностью сульфида и селенида кадмия с помощью некоторых физических факторов» на соискание  ученой степени кандидата физико-математических наук защитил на заседании Совета физического факультета Львовского университета в 1962 году. Учёное звание доцента  было присвоено в 1964 году.
В течение года (1965-1966) стажировался в лаборатории специалиста по физике полупроводников Ричарда Бьюб (Стэнфордский университет, США).
Диссертацию на соискание учёной степени доктора физико-математических наук «Исследование процессов, обусловленных прилипанием неравновесных носителей тока в сульфиде и селениде кадмия» защитил в 1972 г. Учёное звание профессора по кафедре экспериментальной физики было присвоено в 1974 году.
В ОГУ имени И. И. Мечникова В. В. Сердюк прошёл путь от старшего лаборанта (1956-1957 гг.), ассистента (1957-1959 гг.), старшего преподавателя (1959-1964 гг.), доцента (1964-1968 гг.), заведующего кафедрой экспериментальной физики (1968-1994 гг.), декана физического факультета (1967-1975 гг.) до ректора университета.
Виктор Сердюк стал ректором ОГУ имени И. И. Мечникова в 1975 г. И выполнял эти сложные обязанности до 1987 г. Он соединял активную научную деятельность с организационно-административной работой. В период его пребывания ректором Одесский университет получил статус ведущего вуза Украины по научно-исследовательской работы среди 70 вузов СССР и 7 - Украина.
Много внимания он уделял международному научному сотрудничеству. Министерством образования Венгрии ему было присвоено звание почётного доктора естественных наук. Среди аспирантов профессора В. В. Сердюка, успешно защитили кандидатские диссертации, являются граждане Словакии, Кубы, Сирии, Чили, Вьетнама, Ирака.
Виктор Сердюк был популяризатором науки, пропагандировал успехи современного естествознания. С 1976 г. до 1987 г. он возглавлял правление Одесской областной организации общества «Знание».
Умер в Одессе 11 февраля 1994 г.

## Научная деятельность
Научные интересы Виктора Сердюка охватывают широкий круг проблем в области физики полупроводников. Под его руководством проведены комплексные исследования электронных процессов в полупроводниках группы А2В6 в условиях фотовозбуждения. Исследованы процессы излучательной рекомбинации в широкозонных полупроводниках с целью создания светоизлучающих структур. Разработаны важные аспекты теории деградации полупроводников и приборов на их основе. Установлен механизм медленных релаксационных явлений, периодических и апериодических колебаний фотопроводимости в кристаллах сульфида и селенида кадмия. Представленные феноменологические модели электрических и фотоэлектрических эффектов, стимулированные адсорбционно-десорбционной процессами на поверхности полупроводников. Сделан вклад в теорию механизма переноса тока в гетероструктурах на базе соединений А2В6.
Полученные результаты легли в основу практических разработок, направленных на создание генераторов незатухающих колебаний, безвакуумных аналогов передающих телевизионных трубок, фотоэлектрических преобразователей солнечной энергии, полупроводниковых чувствительных элементов газоанализаторов.
Виктор Сердюк - известный организатор науки. Под его руководством в середине 70-х годов сформировалась Одесская научная школа исследователей по физике полупроводников. На базе Одесского университета проведено около десяти международных и республиканских научных конференций и школ в области физики широкозонных полупроводников. Им подготовлено 3 доктора и 35 кандидатов наук. Опубликовано 4 учебника и более 250 научных работ.
Учёный запатентовал 10 изобретений, за которые получил авторские свидетельства (тематика их очень широка, например, способ получения фоточувствительных плёнок сульфида кадмия, способ жидкофазной эпитаксии плёнок теллурида цинка; чувствительный элемент газоанализатора и др.).

## Научные труды
- Контактный механизм появления максимума на температурной зависимости темнового тока и монокристаллов SdS / Сердюк В. В., Бьюб Р. // Jorn. of Applid. Physics. — 1967. — Т. 38, № 5. — С. 2329.
- Об условиях возникновения отрицательной фотопроводимости в монокристаллах селенида кадмия / Сердюк В. В., Чемересюк Г. Г. // Физика и техника полупроводников. — 1967. — Т. 1, вып. 3. — С. 389.
- Колебания фототока в неоднородных монокристаллах селенида кадмия с линейной ВАХ / Сердюк В. В., Старостин И. А. // Физика и техника полупроводников. — 1975. — Т. 9, вып. 3. — С. 450.
- Влияние кислорода на температурную зависимость электропроводности тонких слоев селенида кадмия / Сердюк В. В., Смынтына В. А. // Журн. физ. химии. —1975. — Т. 49, № 5. — С. 1210.
- Влияние поверхностного легирования индием плёнок селенида кадмия на адсорбционно-десорбционное взаимодействие их с кислородом / Сердюк В. В., Вашпанов Ю. А., Смынтына В. А. // Журн. физ. химии. —1982. — Т. 56, вып. 1. — С. 198.
- Исследование длинно- волновой люминесценции монокристаллов селенида кадмия / Сердюк В. В., Корнєва П. П., Ваксман Ю. Ф. // Phys. stat. Sol. (a). — Vol. 91. — P. 173.
- Краевая примесная люминесценция монокристаллов селенида кадмия / Сердюк В. В., Скобеева В. М., Малушин Н. В. // Журн. прикл. спектроскопии. — 1987. — Т. 47, вып. 1. — С. 121.
- Люминесценция полупроводников / Сердюк В. В., Ваксман Ю. Ф. — К.: Вища шк., 1988. — 200 с.
- Определение диффузной длины неосновных носителей в неидеальных гетеропереходах / Сердюк В. В., Борщак В. А., Васильевский Д. Л. // Физика и техни- ка полупроводников. — 1988. — Т. 22, вып. 3. — С. 561.
- Фотоэлектрические процессы в полупроводниках / Сердюк В. В., Чемересюк Г. Г. — К.: Лыбидь, 1993. — 192 с.
- Физика солнечных элементов / В. В. Сердюк. — Одесса: Логос, 1994. — 333 с.

## Награды
- Ордена "Знак Почёта".
- Звание "Заслуженный работник высшей школы Украинской ССР."